# Azelia amazonica
Azelia amazonica är en tvåvingeart som beskrevs av Albuquerque och Guilherme A.M.Lopes 1982. Azelia amazonica ingår i släktet Azelia och familjen husflugor. Inga underarter finns listade i Catalogue of Life.